# ورم كلاتسكين
ورم كلاتسكين (بالإنجليزية: Klatskin tumor)‏ أو سرطانة الأقنية الصفراوية المحيطة بالنقير (بالإنجليزية: hilar cholangiocarcinoma)‏ هو سرطانةٌ في الأقنية الصفراوية تحدث في نقطة التقاء الأقنية الكبدية اليُمنى واليسرى لتكوين القناة الكبدية المشتركة. سُمي نسبةً إلى جيرالد كلاتسكين، الذي وصف 15 حالة في عام 1965، ووجد بعض خصائص هذا النوع من سرطانة الأقنية الصفراوية.